# Statusfeststellungsverfahren
Das Statusfeststellungsverfahren im Bereich der gesetzlichen Sozialversicherung in Deutschland dient dazu, den Status von Personen als abhängig Beschäftigte oder selbständig Tätige verbindlich festzustellen. Außerdem wird auch verbindlich über den Status als mithelfender Ehegatte (familienhafte Mithilfe) – im Gegensatz zu einer abhängigen Beschäftigung – entschieden. Für die Durchführung des Statusfeststellungsverfahren ist die Clearingstelle der  Deutschen Rentenversicherung Bund zuständig. Die Entscheidung der Clearingstelle ist für alle Träger der gesetzlichen Sozialversicherung bindend.
Es wird zwischen dem sogenannten Anfrageverfahren und dem obligatorischen  Statusfeststellungsverfahren unterschieden.

## Anfrageverfahren nach § 7a Abs. 1 Satz 1 SGB IV
Das Anfrageverfahren wurde am 1. Januar 1999 eingeführt. Es kann durch den beteiligten Arbeitnehmer oder Arbeitgeber bzw. den selbständig Tätigen oder dessen Auftraggeber beantragt werden, wenn ein objektiver Zweifel am sozialrechtlichen Status besteht. Es ist dabei ausreichend, wenn einer der Beteiligten den Antrag stellt. Die Antragstellung durch einen Dritten, zum Beispiel einem Sozialversicherungsträger, ist nicht möglich. Ebenfalls darf keine Behörde jemanden zur Antragsstellung auffordern. Sollte eine Behörde Zweifel an der Rechtmäßigkeit des gelebten Auftragsverhältnisses haben, kann sie sich im Rahmen der Amtshilfe an die zuständige Einzugsstelle (gesetzliche Krankenkasse) wenden. Die Einzugsstelle hat dann gem. § 28h Abs. 2 SGB IV über den Status zu entscheiden.
Das Anfrageverfahren ist dann ausgeschlossen, wenn der Rentenversicherungsträger bereits schriftlich die nächste Betriebsprüfung angekündigt hat oder wenn bereits von der Einzugsstelle eine Entscheidung getroffen oder bereits ein Verfahren eingeleitet wurde (§ 28h Abs. 2 SGB IV).
Gegenstand des Anfrageverfahrens ist die Feststellung des (Nicht-)Bestehens eines Beschäftigungsverhältnisses. Verwaltungsakte über bloße Tatbestandsmerkmale der Sozialversicherungspflicht aufgrund einer entgeltlichen abhängigen Beschäftigung (sog. Elementenfeststellung) sind hingegen unzulässig.

## Obligatorisches  Statusfeststellungsverfahren nach § 7a Abs. 1 Satz 2 SGB IV
Hier muss bei Aufnahme eines Beschäftigungsverhältnisses der Arbeitgeber bei der Anmeldung des Arbeitnehmers der Einzugsstelle mitteilen, ob es sich um den Ehegatten bzw. Lebenspartner des Arbeitgebers handelt, bzw. ob es sich bei der anzumeldenden Person um einen geschäftsführenden Gesellschafter einer GmbH handelt. Beschäftigungsverhältnisse von Abkömmlingen des Betriebsinhabers, die nach dem 31. Dezember 2007 begründet werden, sind ebenfalls von diesem Verfahren betroffen. Für die maschinelle Meldung  stehen dem Arbeitgeber entsprechende Schlüsselzahlen zur Verfügung.
Bei der Aufnahme einer Tätigkeit und entsprechender Anmeldung zur Sozialversicherung hat der Arbeitgeber die Möglichkeit durch ein Statuskennzeichen anzugeben, ob es sich bei dem Arbeitnehmer um einen Angehörigen (Ehegatte, Abkömmling oder Lebenspartner (gleichgeschlechtige eingetragene Lebenspartnerschaft)) oder um einen Gesellschafter-Geschäftsführer einer GmbH handelt. Das Statuskennzeichen 1 ist für die Angehörigen und das Statuskennzeichen 2 ist für Gesellschafter-Geschäftsführer vorgesehen. Geht eine so gekennzeichnete Meldung bei der zuständigen Einzugsstelle (gesetzliche Krankenkasse) ein, wird diese Meldung elektronisch an die Clearingstelle der Deutschen Rentenversicherung Bund weitergeleitet. Dort wird nach einer ersten Sichtung der Meldung (Überprüfung, ob eine echte Neuaufnahme der Tätigkeit vorliegt) elektronisch ein Schreiben mit dem Fragebogen und Anforderung der notwendigen Unterlagen versandt. Nach Rücklauf der Unterlagen wird überprüft, ob es sich um eine selbständige Tätigkeit, eine Beschäftigung oder bei Angehörigen zusätzlich um eine familienhafte Mitarbeit handelt. Das Ergebnis wird dann elektronisch an die zuständige Einzugsstelle gemeldet. Sollte das Verfahren aufgrund mangelnder Mitwirkung des Arbeitgebers (kein Einsenden der notwendigen Unterlagen) nicht durchgeführt werden können, wird dies auch elektronisch an die Einzugsstelle gemeldet und die Anmeldung zur Sozialversicherung ist zu stornieren.
Bei dem Personenkreis der Geschäftsführer soll durch das obligatorische Verfahren, ähnlich wie auch im Anfrageverfahren, zwischen einem abhängigen Beschäftigungsverhältnis und einer selbständigen Tätigkeit entschieden werden.
Bei dem Personenkreis der Ehegatten eines Selbständigen soll zwischen einem abhängigen Beschäftigungsverhältnis, einer selbständigen Tätigkeit und familienhafter Mithilfe entschieden werden.
Da das obligatorische Statusfeststellungsverfahren erst am 1. Januar 2005  eingeführt und erst am 1. Januar 2008 auf Abkömmlinge des Betriebsinhabers ausgedehnt wurde, bleiben die schon zuvor existierenden Bestandsfälle von diesem Verfahren unberührt. Jedoch kann für solche Fälle grundsätzlich das Anfrageverfahren angewandt werden.

## Statusfeststellungsverfahren bei Stipendien
Im Bereich von Wissenschaft und Forschung werden neben regelrechten Arbeitsverhältnissen auch Anstellungen über Stipendien vorgenommen. Die Auszahlung erfolgt steuerfrei. Für die Beschäftigten erfolgt über den Arbeitgeber keine Versicherung in der Arbeitslosen-, Renten-, Kranken- und Unfallversicherung. Damit ist die Anstellung über Stipendien für den Arbeitgeber deutlich kostengünstiger als reguläre tarifgebundene und sozialversicherungspflichtige Arbeitsverhältnisse.
Eine Initiative von Betroffenen kritisiert diese Praxis als Maßnahme zum Unterlaufen der Sozialversicherungspflicht. Die Gewerkschaft Erziehung und Wissenschaft empfiehlt zur Feststellung der Sozialversicherungspflicht die Beantragung eines Statusfeststellungsverfahren. Um negativen Auswirkungen auf das Betriebsklima zu entgehen, wird darauf verwiesen, dass eine Antragstellung vier Jahre rückwirkend möglich ist. Sollte in diesem Fall das Stipendium schon beendet sein, sind die entsprechenden Sozialversicherungsbeiträge vollends vom Arbeitgeber nachzuzahlen.